# 스톨츠만게잡이쥐
스톨츠만게잡이쥐(Ichthyomys stolzmanni)는 비단털쥐과에 속하는 설치류의 일종이다. 에콰도르와 페루에서 발견된다. 야행성, 반수생 동물로 간주하며, 해발 900~1700m 지역에서 서식한다. 2010년 조사에 의하면, 스톨츠만게잡이쥐는 현지 어민들에게 해로운 동물로 간주되고 있다.